# Апеляційний суд Верхнього Норланду
Апеляційний суд Верхнього Норланду (швед. Hovrätten för Övre Norrland) — суд району, який покриває весь Вестерботен і Нарботен. Суд знаходиться в Умео, в одному з найстаріших будинків у місті — одному з небагатьох кам'яних будинків, які були зведені до великої пожежі в місті, яка в 1888 знищив більшу частину міста.

## Будівля
Великий білий будинок, який було побудовано в 1886-1887 роках, був розроблений в стилі неоренесансу за проектом архітектора Йохана Нордкіста . Перші кілька років будинок використовувався як школа для навчання вчителів. У будівлі резиденції директора, класні кімнати, аудиторії і тренажерний зал. Будівля була оточена невеликим парком.
У 1920-ті роки будівля вже не використовується як школа і протягом кількох наступних років вона служила цивільним центром з бібліотекою і музеєм. Велика зала використовувалася як театр і концертна зала.
У 1950 році будинок був побудований в напрямку сходу і заходу. Вдома було пізніше відремонтований кілька разів, останній раз в 1999 році.
Апеляційний с
16 грудня 1936 року король Густав V відкритий апеляційний суд Верхнього Норланду. Суд був відділений від суду Свеа в цілях зниження навантаження.

### Організація
Президентом Апеляційного суду є Маргарет Бергстрем з 2012 року. Президент головує над адміністративним і судовий відділом, який у свою чергу складається з членів суду.